# Zákon o pojistném na veřejné zdravotní pojištění
Zákon o pojistném na veřejné zdravotní pojištění (Zákon České národní rady o pojistném na všeobecné zdravotní pojištění, č. 592/1992  Sb.) je zákon, který v České republice od 1. ledna 1993 upravuje zdravotní pojištění. Jeho prováděcími předpisy jsou vyhlášky ministerstev zdravotnictví a financí, a nařízení vlády o stanovení vyměřovacího základu u osob, za které je plátcem pojistného na veřejné zdravotní pojištění stát. Poslední novelizací zákona je zákon č. 134/2020 Sb.

## Základní údaje
Zákon České národní rady o pojistném na všeobecné zdravotní pojištění vyšel ve Sbírce zákonů dne 21. prosince 1992.
Zdravotní pojištění v České republice je daň, která slouží pro případ nemoci, kdy se pojištěnci hradí potřebná zdravotní péče v rozsahu stanoveném zákonem.
Zdravotní pojištění je povinné jak v ČR, tak v Evropské unii.